# Francesco Bernardini
Francesco Bernardini (* um 1695 in Verona; † 16. März 1762 in Mannheim) war ein in Deutschland aktiver italienischer Maler und Bühnenbildner.

## Leben
Am Stil von Bernardinis Malereien ist erkennbar, dass er seine Ausbildung in Venetien erhielt. Seine Werke erinnern an die von Giovanni Antonio Pellegrini, der einer seiner Lehrer gewesen sein könnte und an Antonio Bellucci. 1719 fertigte er das Fresko an der Decke des Kapitelsaals des Klosters Sankt Mang in Füssen. Mit Fran. Bernardini gemalt im Alter von 24 Jahren signierte er das zur gleichen Zeit entstandene Fresko an der Decke in der Bibliothek von Sankt Mang.
Ab 1722 arbeitete Bernardini am Hof des Kurfürsten Karl Theodor von der Pfalz und Bayern in Mannheim, wo er im Jahre 1743 als Historienmaler und Bühnenbildner bestätigt wurde. 1735 war er Pate des Sohnes von Paul Egell, dem Bildhauer des Mannheimer Hofes. In Mannheim überdauerte keines seiner Werke die Zeit, da alles beim Schlossbrand von 1795 und spätestens im Zweiten Weltkrieg vernichtet wurde. Am 1. April 1741 starb in Mannheim seine Frau, er hat aber in derselben Stadt wieder geheiratet.
In den Jahren von 1728 bis 1730 malte er die Decke des Kirchenschiffes im Hildesheimer Dom aus, die im Zweiten Weltkrieg völlig zerstört wurde. Von 1730 bis 1733 malte er die Dekoration im Aachener Dom, die Ende des 19. Jahrhunderts bei der Umgestaltung des Innenraums zerstört wurde. Außerdem lieferte er 1748 Bilder für den Saal des Aachener Rathauses, diese wurden beim Abriss von Zwischenmauern zur Errichtung des großen Kaisersaals 1840 vernichtet. Laut Heinrich Sebastian Hüsgen malte er 1736 das Treppenhaus und den Eingang des Palais Thurn und Taxis in Frankfurt am Main aus, die ebenfalls im Zweiten Weltkrieg zerstört wurden. Hüsgen beschreibt sie, mit den Worten Bernardini hat Stiege und Vorplatz al fresco nebst dem herrlichen Altar≈Blatt in der Capelle in Oel gemalt. Das Altarbild, welches den Besuch des Zacharias und Elisabeth mit dem Johannesknaben bei der Hl. Familie darstellt, und zwei Supraporten, befinden sich seit 1892, dem Jahr des endgültigen Umzuges der Familie Thurn und Taxis nach Regensburg, in der Privatkapelle der Residenz.
Eines seiner Altarbilder zeigt die Enthauptung der heiligen Katharina (1750 signiert), es befindet sich in der Pfarrkirche St. Katharina von Kettenis (Eupen) im Osten Belgiens. Auftraggeber war der Aachener Baumeister Johann Joseph Couven. Außerdem malte er 1754 ein Fresko und zwei inzwischen verschollene Gemälde für die Kirche von Simmern im Hunsrück. Das Fresko wurde 1950 schlecht restauriert und verlor dadurch seinen ursprünglichen Charakter. Sein letztes Werk war für den Hauptaltar der Kapuzinerkirche in Mannheim bestimmt und auf 1760 datiert. Es befindet sich heute in der Pfarrkirche Sankt Afra in Neckargerach in Nordbaden.

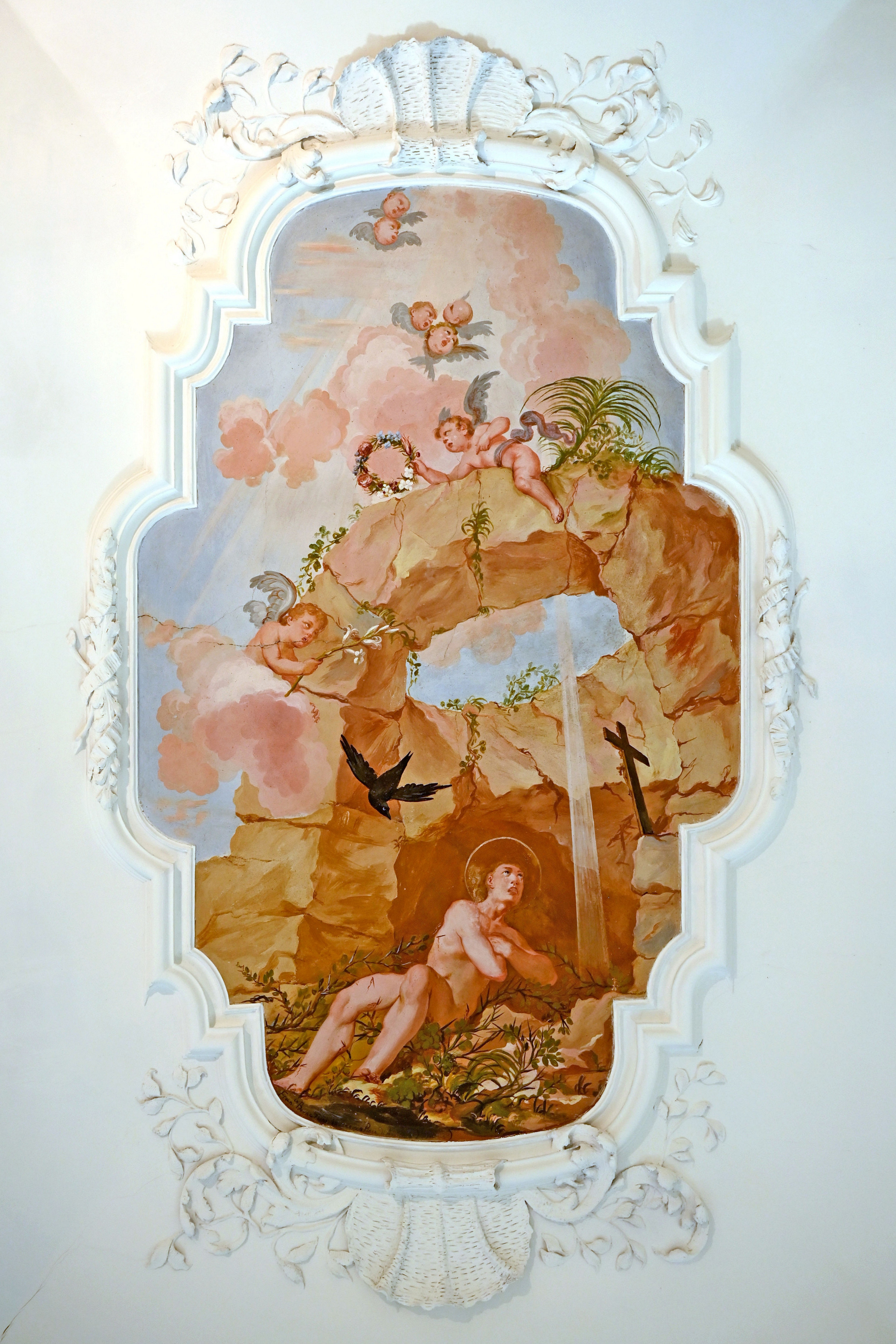
Deckenfresko im Kapitelsaal St. Mang
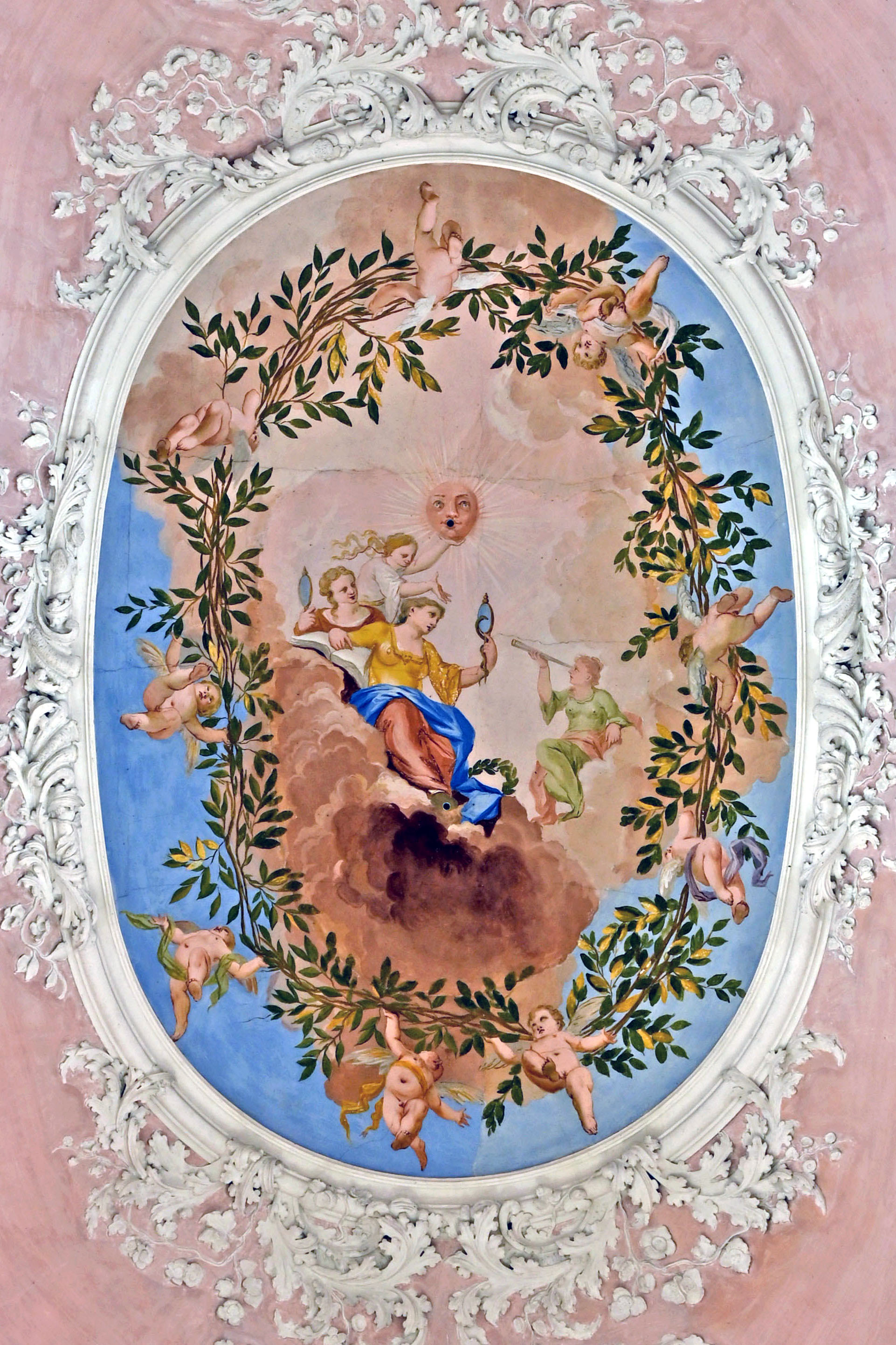
Kuppelfresko in der Bibliothek
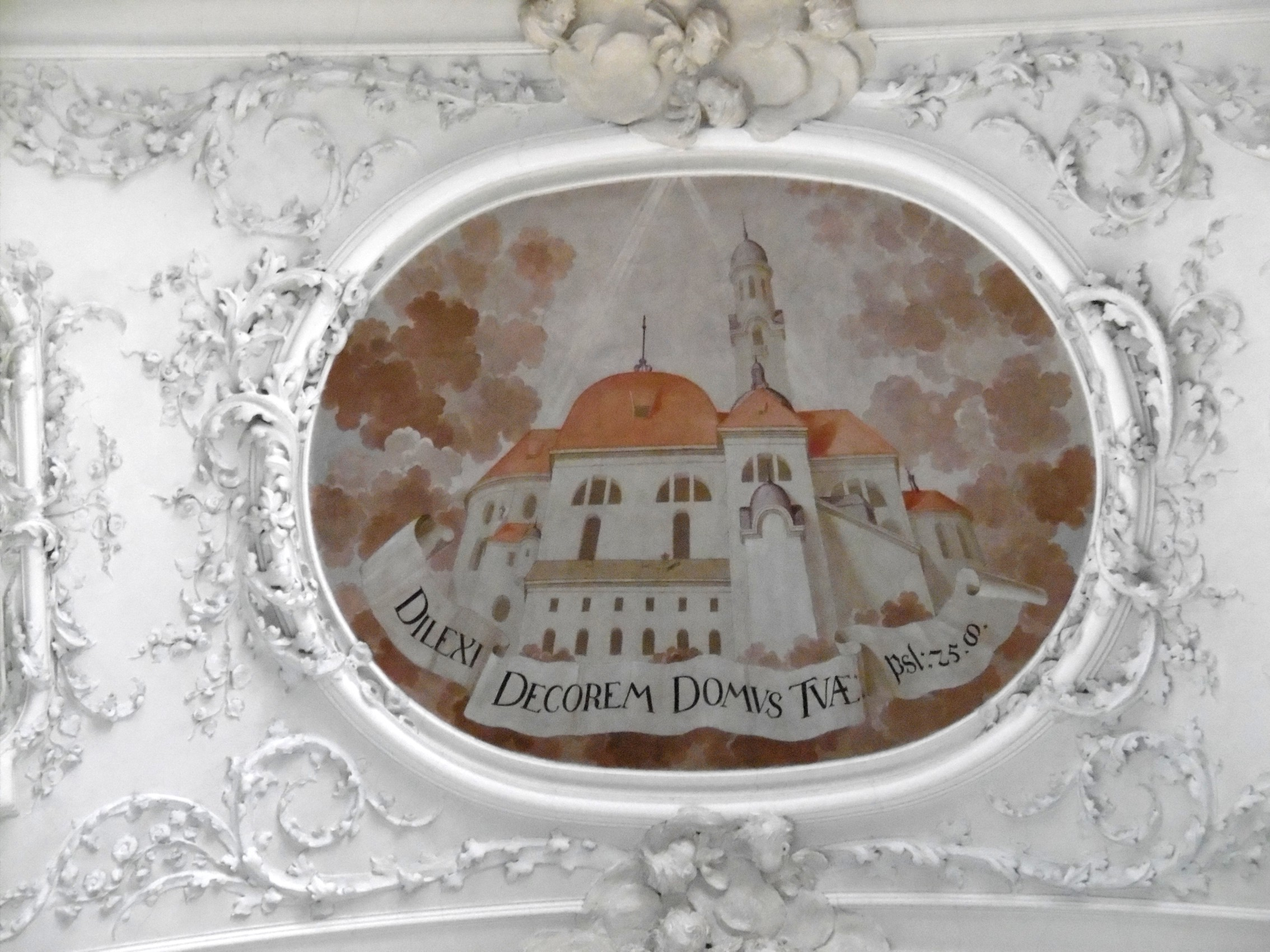
Fresko Die neue Kirche St. Mang in der Pfarrkirche St. Mang, Füssen
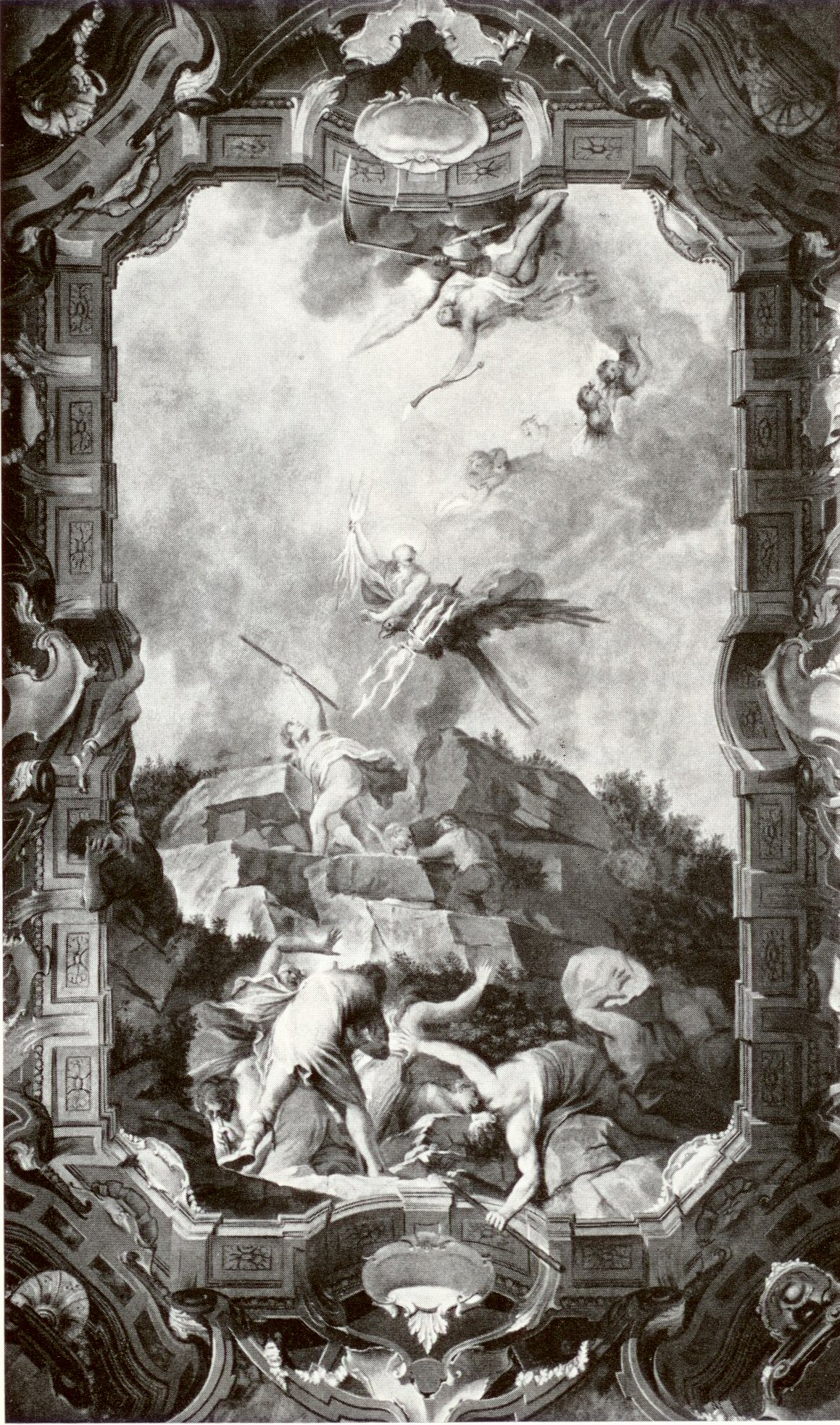
Palais Thurn und Taxis Treppenhaus Deckengemälde
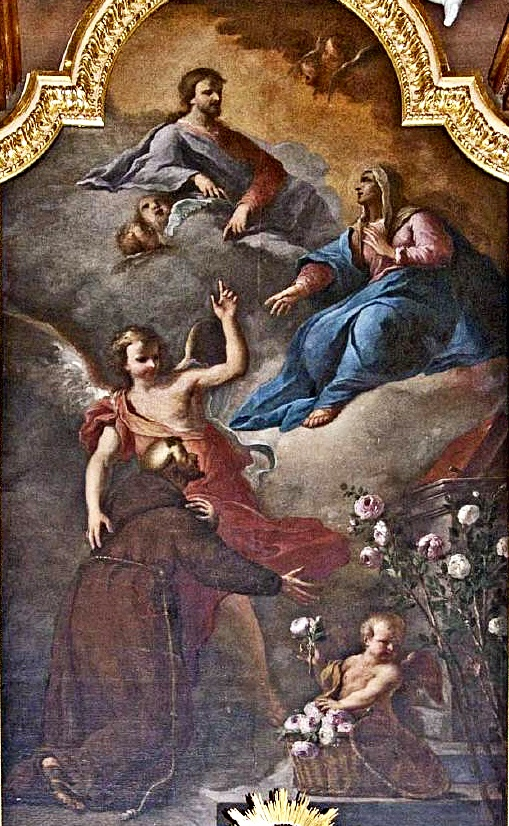
Neckargerach Hochaltarbild, ursprünglich aus der Mannheimer Kapuzinerkirche
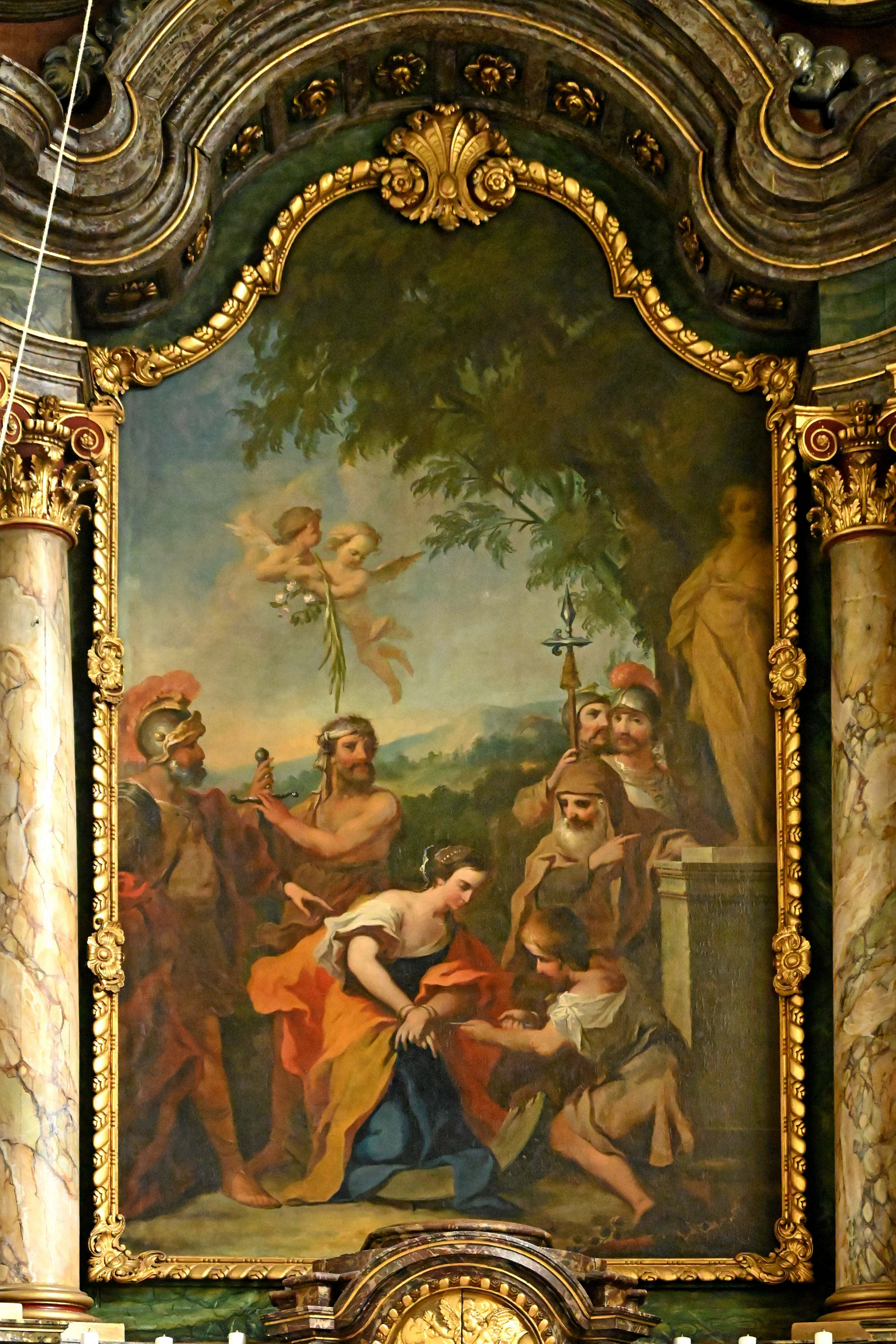
Altarbild am Hochaltar von St. Katharina in Kettenis